# Duryea Motor Wagon Company
Pour les articles homonymes, voir Duryea.

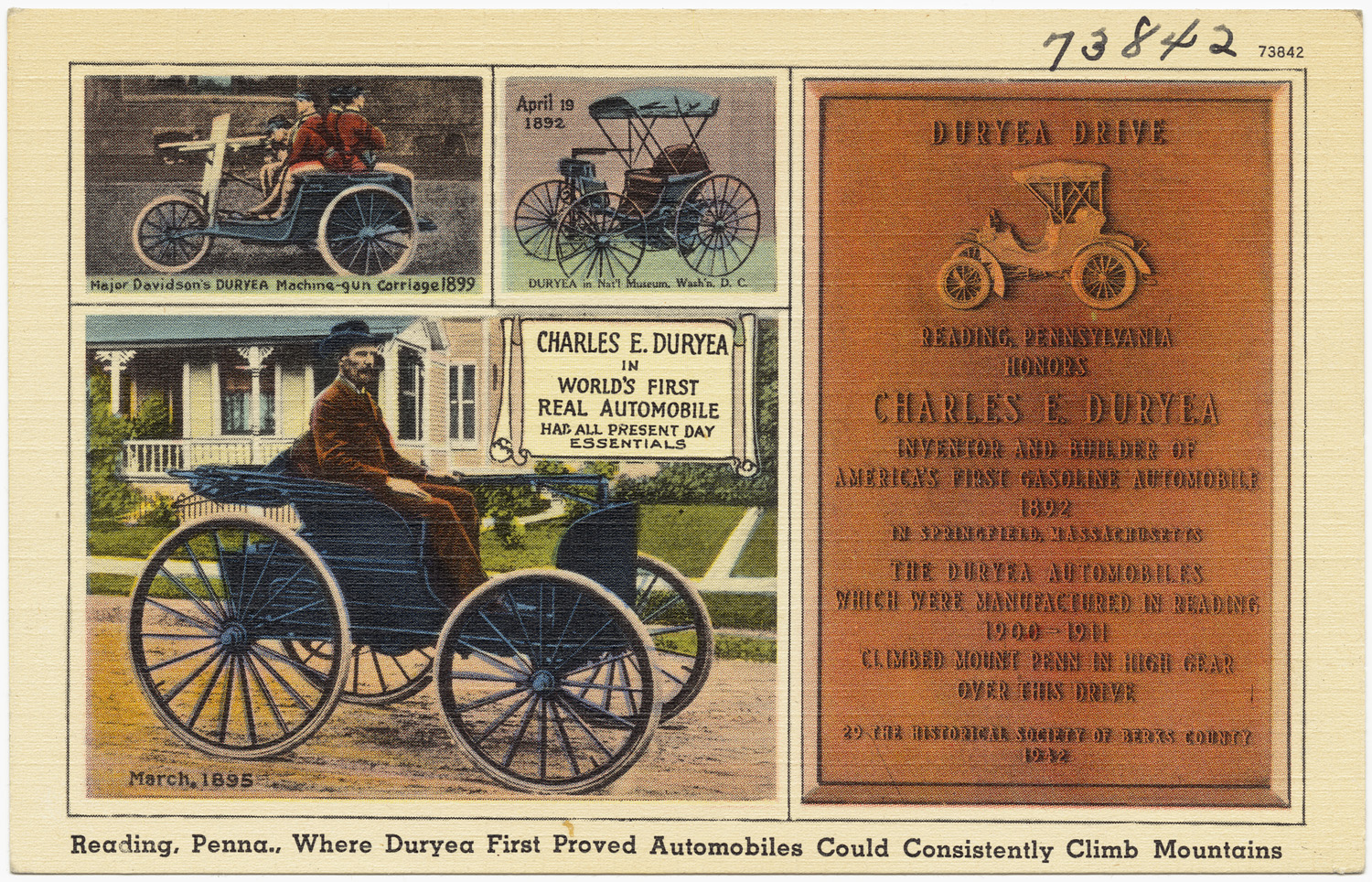
Carte postale montrant des automobiles Duryea. "Reading, Pennsylvanie, où Duryea prouva pour la première fois que des voitures pourraient gravir des montagnes avec fiabilité".

La Duryea Motor Wagon Company (Compagnie de wagon-moteur Duryea) de Springfield, Massachusetts, a été la première société automobile américaine. 
Les frères Charles et Frank Duryea furent les premiers à construire et vendre des automobiles aux États-Unis,. Ils participèrent au concours du Chicago Times-Herald en novembre 1895.

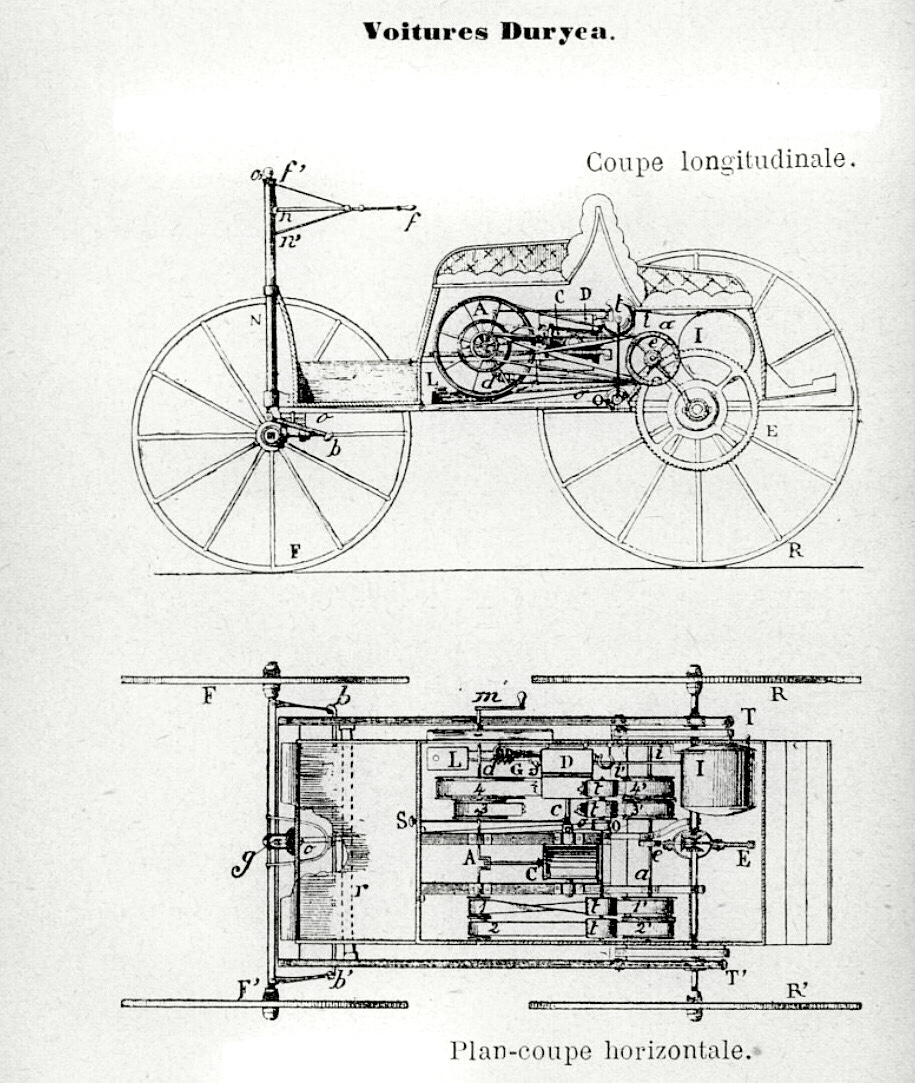
Duryea Voiture

Leur société vendit treize véhicules à pétrole identiques en 1896, mais la compagnie n'eut d'existence en tant que telle que jusqu'en 1900, Charles cessant définitivement toute activité de production automobile en 1917 avec la Duryea GEM, et Frank en 1927 avec la Stevens-Duryea modèle G. 